# Euro-Asia Masters Challenge 2003/2
Das zweite Event der Euro-Asia Masters Challenge 2003 war ein professionelles Snooker-Einladungsturnier, das vom 29. bis 21. August 2003 im Rahmen der Saison 2003/04 im Merchant Court Hotel im thailändischen Bangkok ausgetragen wurde. Sieger wurde der Ire Ken Doherty, der im Finale Marco Fu besiegen konnte. Das höchste bekannte Break war ein 112er-Break des Walisers Mark Williams.

## Modus
Die Euro-Asia Masters Challenge war ein von 110sport entwickeltes, professionelles Snookerturnier, in dem vier Spieler aus Europa und vier Spieler aus Asien aufeinandertreffen sollten. Ein erstes Event, das wenige Tage vorher in Hongkong ausgetragen worden war, hatte der Thailänder James Wattana mit einem Finalsieg über Ken Doherty gewonnen. Nun wurde ein zweites Event in Bangkok veranstaltet. Neben 110sport und dem professionellen Weltverband war auch die Billiard Sports Association of Thailand als thailändischer Nationalverband an der Ausrichtung beteiligt. Auch die Asian Confederation of Billiard Sports unterstützte das Turnier.
Wie in Hongkong nahmen Mark Williams, Stephen Hendry, Ken Doherty und Jimmy White als europäische sowie James Wattana, Marco Fu, Ding Junhui und Shokat Ali als asiatische Vertreter teil. Die acht Spieler wurden zunächst in eine Gruppenphase mit zwei Vierer-Gruppen eingeteilt, die im Vergleich zum Hongkong-Turnier neu ausgelost wurden. In jeder Gruppe spielte jeder Teilnehmer einmal gegen jeden seiner Konkurrenten, am Ende rückten jeweils die beiden besten Spieler in die Finalrunde vor. Ab dieser wurde der Turniersieger im K.-o.-System ausgespielt. Insgesamt wurden 70.000 £ an Preisgeldern ausgeschüttet, der Turniersieger erhielt dabei 30.000 £.

## Turnierverlauf
Als Favoriten galten Mark Williams und Stephen Hendry, James Wattana wurden trotz des Sieges im vorherigen Event nur Außenseiterchancen eingeräumt. In der Gruppenphase wurden Williams, Hendry, Ding Junhui und Marco Fu sowie Ken Doherty, Jimmy White, James Wattana und Shokat Ali einer Gruppe zugelost. Mit Williams und Hendry scheiterten die beiden Favoriten bereits in der Gruppenphase, aus ihrer Gruppe qualifizierten sich Ding und Fu. In der anderen Gruppe rückten Ken Doherty und Jimmy White in die Endrunde vor; Titelverteidiger James Wattana war damit ebenfalls bereits ausgeschieden. Die Finalrunde wurde ausschließlich im Modus Best of 9 Frames gespielt.

|  | Halbfinale Best of 9 Frames | Halbfinale Best of 9 Frames |          |             | Finale Best of 9 Frames | Finale Best of 9 Frames |
|  |                             |                             |          |             |                         |                         |
|  |                             |                             |          |             |                         |                         |
|  | Marco Fu                    | 5                           |          |             |                         |                         |
|  | Jimmy White                 | 3                           |          |             |                         |                         |
|  |                             |                             | Marco Fu | 2           |                         |                         |
|  |                             |                             |          | Ken Doherty | 5                       |                         |
|  | Ken Doherty                 | 5                           |          |             |                         |                         |
|  | Ding Junhui                 | 4                           |          |             |                         |                         |
|  |                             |                             |          |             |                         |                         |

Finale
Doherty ging durch zwei hohe Breaks zunächst mit 3:1 in Führung, bevor Fu auf 2:3 verkürzen konnte. Doch der Ire dominierte die nächsten beiden Frames und sicherte sich mit einem 5:2-Finalsieg den Turniergewinn. Es war sein erster Turniersieg seit dem Thailand Masters 2001.
| Finale: Best of 9 Frames Merchant Court Hotel, Bangkok, Thailand, 31. August 2003 |                |             |
| Marco Fu                                                                          | 2:5            | Ken Doherty |
| Die Ergebnisse der einzelnen Frames sind unbekannt                                |                |             |
| 49                                                                                | Höchstes Break | 86          |
| –                                                                                 | Century-Breaks | –           |
| –                                                                                 | 50+-Breaks     | 3           |

## Century Breaks
Das einzige bekannte Century-Break ist ein 112er-Break von Mark Williams, das ihm in seinem Gruppenspiel gegen Stephen Hendry gelang. Damit ist es auch das höchste bekannte Break des Turnieres.